# 2. Panzer-Division

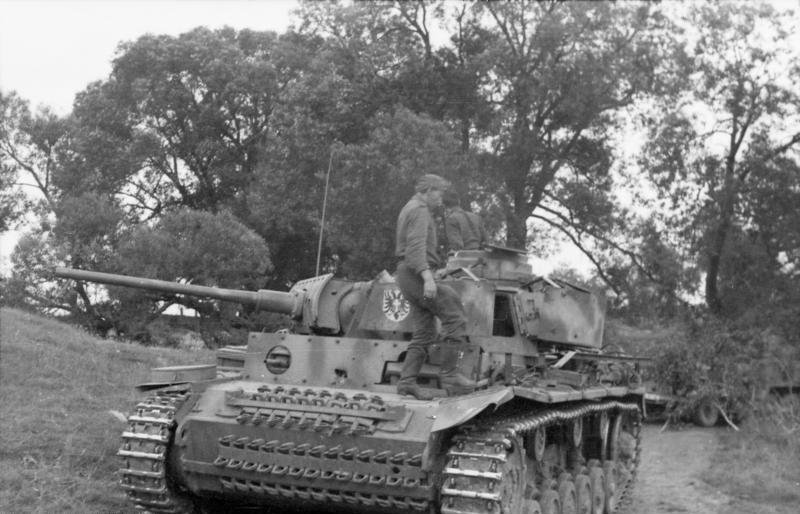
Panzer III ur 2. Panzer-Division på östfronten augusti 1943

2. Panzer-Division var en tysk pansardivision under andra världskriget. Enheten sattes upp 1935 och stred i Polen 1939, Frankrike 1940, under Operation Barbarossa 1941 samt senare på östfronten. Mot slutet av kriget sattes divisionen in i Normandie 1944 och under Ardenneroffensiven vintern 1944-45.

## Befälhavare
- Generalleutnant Rudolf Veiel   (1 sep 1939 - 17 feb 1942)
- Generalmajor Hans-Karl von Esebeck   (17 feb 1942 - 1 juni 1942)
- Generalmajor Arno von Lenski   (1 juni 1942 - 5 sep 1942)
- Generalleutnant Vollrath Lübbe   (5 sep 1942 - 1 feb 1944)
- Generalleutnant Heinrich von Lüttwitz   (1 feb 1944 - 5 maj 1944)
- Generalleutnant Franz Westhoven   (5 maj 1944 - 27 maj 1944)
- Generalleutnant Heinrich von Lüttwitz   (27 maj 1944 - 31 aug 1944)
- Generalmajor Henning Schönfeld   (31 aug 1944 - 15 dec 1944)
- Generalmajor Meinrad von Lauchert   (15 dec 1944 - 20 mars 1945)
- Generalmajor Oskar Munzel   (20 mars 1945 - 1 april 1945)
- Oberst Carl Stollbrock   (1 april 1945 - 8 maj 1945)